# Тейер, Мариан
Мариан Тейер (англ. Marian Thayer, урождённая Моррис, 9 ноября 1872, Филадельфия, США — 14 апреля 1944, Хейверфорд, Пенсильвания, США) — жена Джона Тейера, вице-президента железной дороги штата Пенсильвания. Супруги и их сын Джек Тейер были пассажирами «Титаника». Мариан и сын Джек Тейер выжили, но Джон Тейер погиб. Стала одной из героических женщин, которые гребли в тяжёлой шлюпке.

## Ранняя жизнь

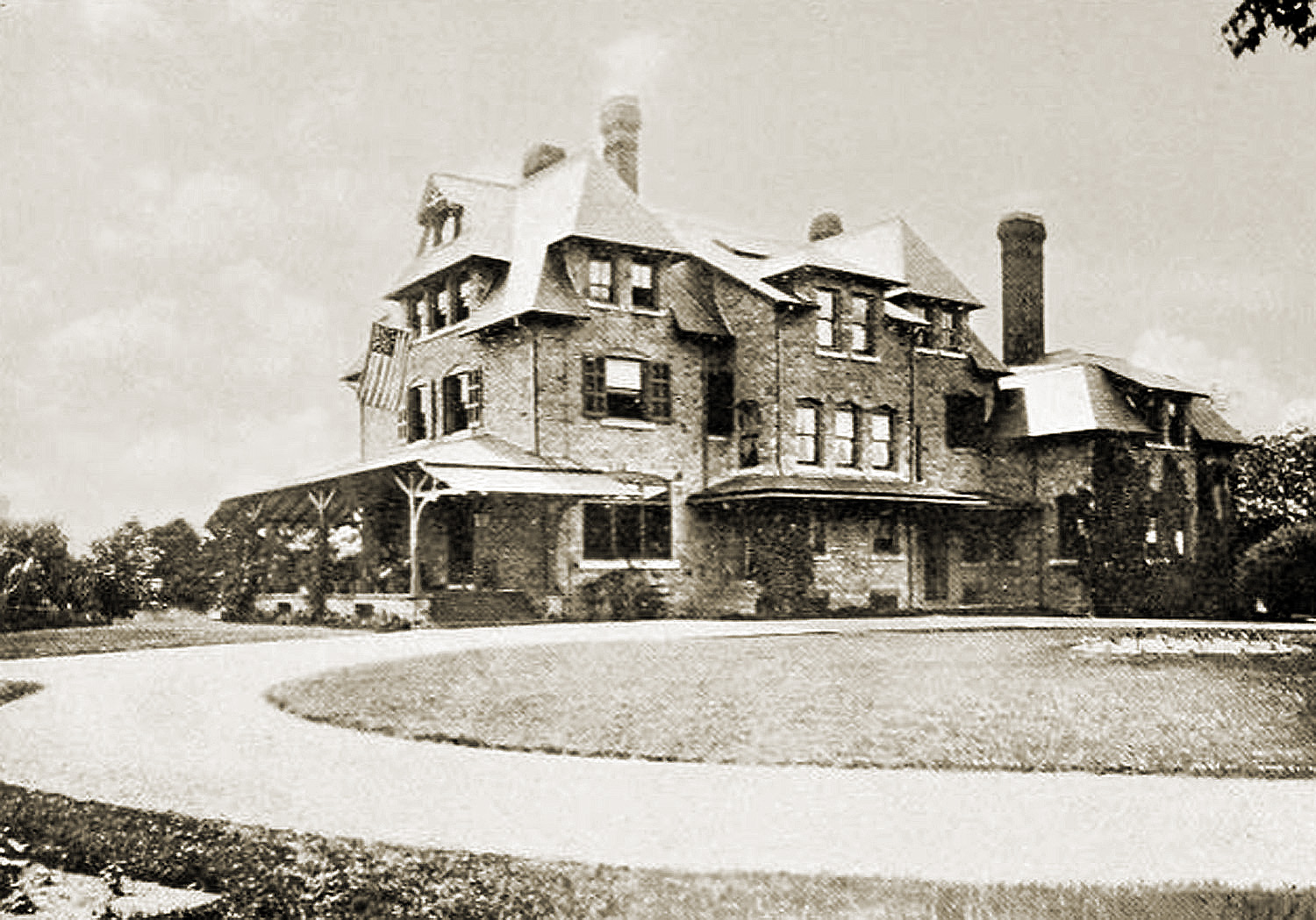
Дом, в котором провела своё детство Мариан

Мариан Лонгстрит Моррис родилась в 1872 году в Филадельфии. Её отцом был Фредерик Уистар Моррис, мать — Элизабет Пол. В семье было семеро детей: три мальчика и четыре девочки. Отец был одним из владельцев металлургической компании Morris Wheeler and Co. Её дед купил недвижимость в штате Пенсильвания. На этой недвижимости он построил несколько домов для своей семьи. На фотографии слева показан дом, в котором Мариан провела большую часть детства.
В 1892 году в возрасте 20 лет Мариан вышла замуж за Джона Тейера (1862—1912), который был на десять лет её старше. Через несколько лет Джон стал вице-президентом сети железных дорог в штате Пенсильвания. В семье родилось семеро детей. Лишь один из детей, Джек Тейер, был с родителями во время гибели «Титаника». Семья жила в Хейверфорде, в большом доме под названием Redwood.

## На борту «Титаника»

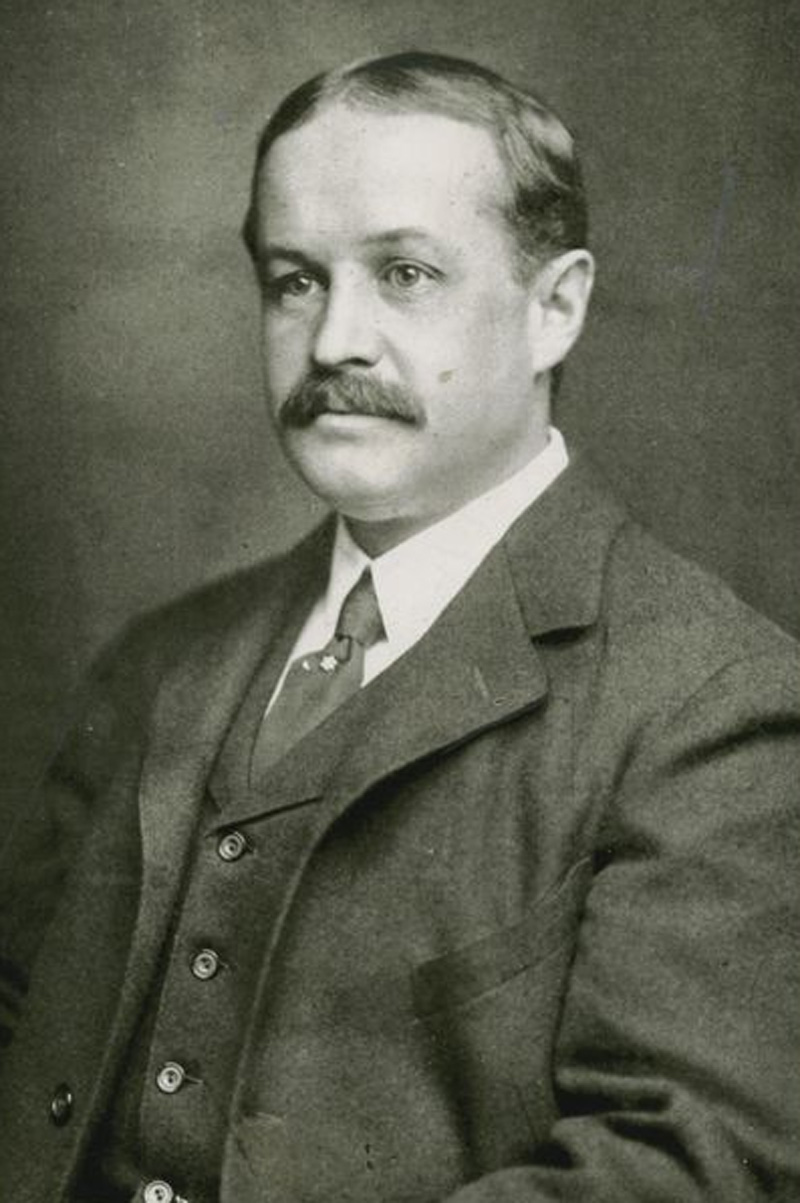
Джон Тейер, супруг Мариан, погибший на борту «Титаника»

Семья Джона Тейера вместе со служанкой Маргарет Флеминг заняли каюты С68/С70. В воскресенье, во второй половине дня, когда «Титаник» затонул, Мариан вместе со своей подругой Эмили Райерсон гуляли по палубе и столкнулись с Джозефом Брюсом Исмеем. По словам Эмили Райерсон, Исмей показал им телеграмму, в которой упоминалось, что в их районе много айсбергов.

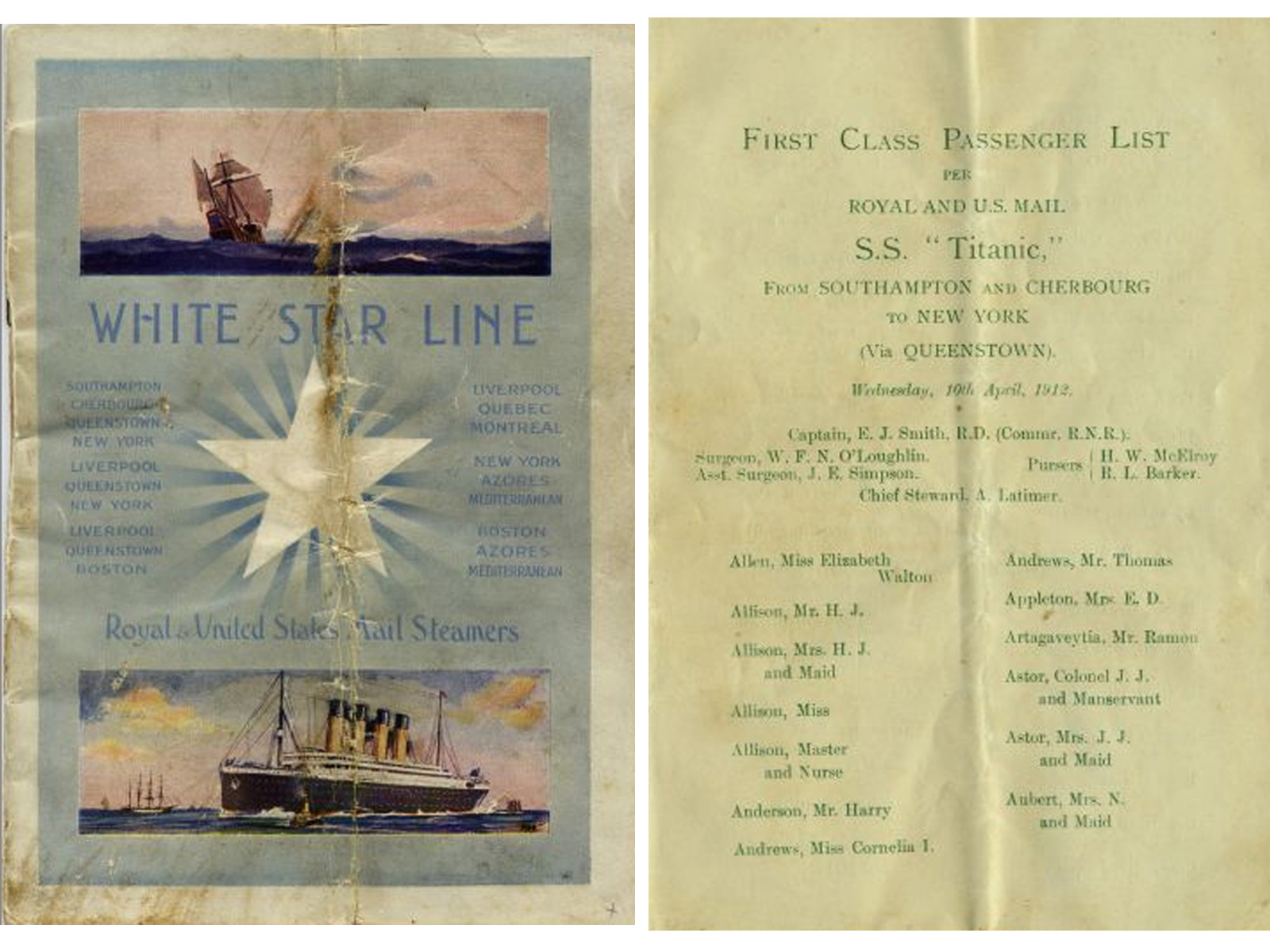
Брошюра Мариан, которая находилась в кармане её пальто

После того, как «Титаник» наткнулся на айсберг, Мариан вместе со своей служанкой Маргарет Флеминг села в шлюпку № 4. Вместе с ней там находились Мадлен Астор, Люсиль Картер и её подруга Эмили Райерсон. Её 17-летнего сына Джека не пустили в шлюпку, но когда корабль ушёл под воду, он нырнул в холодную воду и смог уцелеть, взобравшись на перевёрнутую шлюпку B, на которой также спаслись радист Гарольд Брайд и второй помощник капитана Чарльз Лайтоллер. Позже Мариан записала в своих воспоминаниях о «Титанике»:
«Часть корабля вздымалась в воздух, пока не приняла почти вертикальное положение. Казалось, он остался неподвижным течении нескольких секунд (может, двадцати), и вдруг нырнул вниз с глаз долой. Это было в 2:20 утра, когда „Титаник“ пошёл на дно. Такое время было на часах одной из пассажирок».
«Мы приплыли к тому месту, где он пошёл на дно. Подобрали шесть человек, двое из которых были пьяными. Двое умерли в лодке. Мы должны были спастись. Я стояла в ледяной воде до самого верха сапог и взяв весло в руки, я гребла в течение почти пяти часов. Мы подобрали около 15 человек и на борту оказалось то ли 65, то ли 66 человек. В нашей лодке не было места. Нашу шлюпку подобрала „Карпатия“ в 7 часов утра понедельника».
Мариан, её сын и служанка пережили катастрофу. Но её муж погиб на борту. Когда Мариан добралась до континента, её ждал брат, который отвёз её вместе с сыном в их имение в Хейверфорд. В кармане её пальто находилась брошюра с информацией о «Титанике» и списком пассажиров первого класса.

## Дальнейшая жизнь
В отличие от большинства вдов с «Титаника», Мариан не выходила повторно замуж и осталась жить в Хейверфорде. Мариан вместе с Мадлен Астор присутствовала на обеде, устроенном в честь команды корабля «Карпатия», который спас пассажиров «Титаника». Мариан пригласила капитана «Карпатии» и доктора Франка Макги погостить в её доме, где она и другие пассажиры «Титаника» выразили им свою благодарность.
Мариан скончалась в своём доме в Хейверфорде в 1944 году в возрасте 71 года.